# Sarah Schmidt (Autorin)

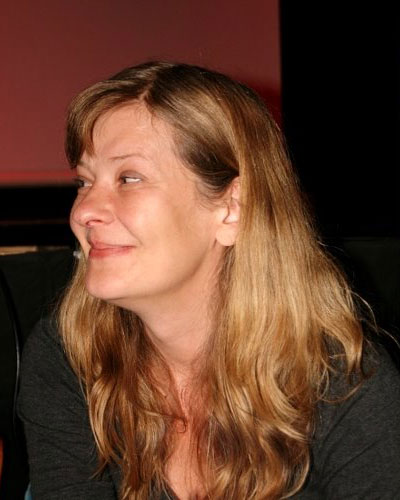
Sarah Schmidt (2009)

Sarah Schmidt (* 1965 in Dinslaken, Niederrhein, Deutschland) ist eine deutsche Schriftstellerin und Autorin.

## Leben
Sarah Schmidt lebt seit 1976 in Berlin (damals West-Berlin). Seit 1981 wohnt sie in Berlin-Kreuzberg und hat seit 1985 einen Sohn.
1992 veröffentlichte sie ihre ersten Texte, unter anderem in der Literaturzeitschrift Salbader. Zwischen den Jahren 1995 bis 1998 war sie Mitglied der Reformbühne Heim & Welt in Berlin. 1996–2016 war sie ein festes Mitglied der Berliner Lesebühne Der Frühschoppen. Sie war viele Jahre lang die einzige Frau auf den Berliner Lesebühnen.
Im Jahr 2003 erhielt sie ein zweimonatiges Aufenthaltsstipendium im Ledig House (New York), hier entstand das Manuskript des Romans „Dann machen wir es uns eben selber“.
Zwischen 2004 und 2006 schrieb Schmidt als Musikkritikerin für die Zeitschrift beam me up; 2005–2007 erschien von ihr regelmäßig eine Fußball-Kolumne in die tageszeitung („Sarah BSC“).
Sie arbeitete im Jahr 2006 an einem Theaterstück über Billie Holiday (Strange Fruit) mit, das im Oktober 2006 in Gelsenkirchen uraufgeführt wurde. 2007 befasste sie sich mit ihrem Buch „Bad Dates“ und betätigte sich literarisch in einem Architekturprojekt anlässlich der im gleichen Jahr stattfindenden Internationalen Bauausstellung in Halberstadt.
2014 erschien ihr Roman „Eine Tonne für Frau Scholz“, der auf der hotlist unter die zehn besten Büchern des Jahres gewählt wurde. 2017 erschien der Nachfolger „Weit weg ist anders“.

## Werk
- Dann machen wir’s uns eben selber. Verbrecher Verlag, Berlin 2004, ISBN 3-935843-41-0 (Roman).
- Bad dates. Verbrecher Verlag, Berlin 2007, ISBN 978-3-935843-95-9 (Erzählungen).
- Bitte nicht freundlich. Verbrecher Verlag, Berlin 2010, ISBN 978-3-940426-61-1 (Erzählungen).
- Eine Tonne für Frau Scholz. Verbrecher Verlag, Berlin 2014, ISBN 978-3-943167-78-8 (Roman).
- Weit weg ist anders. Suhrkamp, Berlin 2017, ISBN 978-3-458-36256-2 (Roman).

## Auszeichnungen
- 2015: Stipendium des Berliner Senats